# Waldemar Kirbach
Waldemar Kirbach (* 25. August 1918 in Zeitz, Regierungsbezirk Merseburg; † 8. April 1999) ist ein niedersächsischer Politiker (SPD) und Mitglied des Niedersächsischen Landtages.
Kirbach besuchte in Zeitz sowie in Leipzig vier Jahre Grundschule und wechselte im Anschluss daran bis Untersekunda an die Leibnizschule (Oberrealschule). Ab April 1935 war er in einer kaufmännischen Lehre bei einer Leipziger Großhandlung tätig. Nach dem Ende seiner Lehrzeit nahm er eine Tätigkeit in Dessau und Leipzig als kaufmännischer Angestellter in verschiedenen Stellungen an. Kirbach lebte in der sowjetischen Besatzungszone, die er Anfang Januar 1948 verließ. Zwischen Februar 1948 und April 1950 war er Angestellter des Parteivorstandes der SPD. Im Folgenden war er zwischen Mai 1950 und März 1951 Schüler an der Akademie der Arbeit in Frankfurt/Main und wurde anschließend für die Dauer von einem Jahr Assistent am Institut von Professor Preller. Ab April 1952 wurde er beim Hauptvorstand der Gewerkschaft ÖTV in Stuttgart als Volontär angestellt. Bereits im August 1952 bekam er eine Anstellung als Geschäftsführer der Gewerkschaft in Hildesheim. Seit Mai 1956 war er Kreisausschussvorsitzender des DGB in Lüneburg tätig. 
Kirbach wurde zum Mitglied des Niedersächsischen Landtages in der vierten bis siebten Wahlperiode zwischen dem 6. Mai 1959 und dem 20. Juni 1974 gewählt. Hier wurde er zum Vorsitzenden des Zonengrenzausschusses zwischen dem 26. Juni 1963 und dem 5. Juni 1967.